# Dhondup Wangchen
Pour les articles homonymes, voir Dhondup.

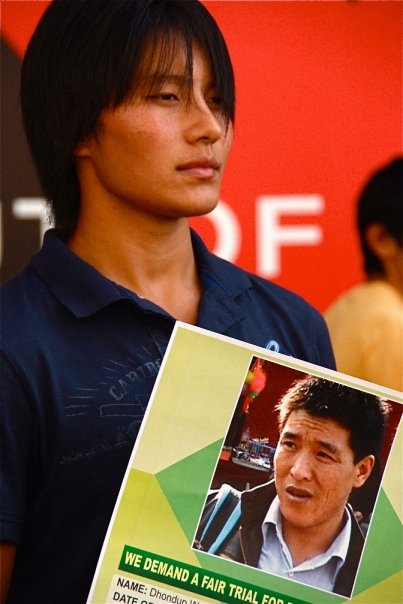
Manifestation à New York

Dhondup Wangchen (Tibet, 1974) est un paysan tibétain et un cinéaste amateur. Il a été arrêté le 23 mars 2008 à Xining par les autorités chinoises et condamné le 28 décembre 2009 à 6 ans de prison. En 2012, il est l'un des 4 récipiendaires du Prix international de la liberté de la presse. Le 5 juin 2014, il est libéré au terme de ses 6 ans de prison. Il s'est évadé du Tibet et a rejoint des membres de sa famille à San Francisco le 25 décembre 2017.

## Premier documentaire
Avec un moine du monastère de Labrang, Golog Jigmé (aussi appelé Jigme Gyatso), Dhondup Wangchen a travaillé en secret pour un film documentaire de 25 minutes : Surmonter la peur. Le film a eu un grand retentissement car il a été projeté dans un hôtel à Pékin en première le jour de l'ouverture des Jeux olympiques d'été de 2008. 
Ce film tourné secrètement entre octobre 2007 et mars 2008 dans l'Amdo, région de l'est du Tibet, interview une vingtaine de Tibétains de cette région au sujet des Jeux de Pékin, de la situation actuelle au Tibet et du Dalaï Lama. Les enregistrements ont été envoyés en Suisse en mars 2008 où le cousin de Wangchen, Gyaljong Tsetrin, coproducteur du film et ancien prisonnier politique au Tibet, a procédé au montage du film.
Le film a été projeté lors de la session de septembre 2008 du Conseil des droits de l'homme des Nations unies à Genève en présence de Gyaljong Tsetrin.

## Arrestation par les autorités chinoises
Dhondup Wangchen et Golog Jigmé ont tous deux été arrêtés le 23 mars 2008 à Xining par les autorités chinoises et furent alors emprisonnés.
Début août 2008, Lhamo Tso, la femme de Dhondup Wangchen a demandé le soutien du Président du Comité international olympique, Jacques Rogge pour obtenir la libération de son mari et de Golog Jigme,.
Amnesty International indique que le Dhondup Wangchen, a passé une partie de sa détention dans un hôtel de la ville de Xining, un centre de détention secret, une « prison noire » :
« Après l'avoir attaché à une chaise, les policiers l'ont battu et lui ont donné des coups de poing à la tête, et l'ont fréquemment privé de nourriture et de sommeil durant ses interrogatoires. »
Inquiète pour son mari en prison, Lhamo Tso vit actuellement seule à Dharamsala, en Inde, avec ses 4 enfants subvient seule et avec difficulté à leurs besoins.
Golog Jigmé, libéré le 15 octobre 2008 a déclaré avoir été sévèrement torturé. Selon le TCHRD, Golog Jigmé a de nouveau été arrêté autour du 10 mars 2009, et Dhondup Wangchen est toujours emprisonné en un lieu non divulgué. Golog Jigmé a été libéré le 3 mai 2009, grâce à Li Fanping et Jiang Tianyong, deux avocats chinois. Selon l'association International Campaign for Tibet (ICT), Dhondup Wangchen souffre d'une hépatite B, et il est en mauvaise santé, et selon la célèbre écrivain tibétaine Tsering Woeser, les autorités chinoises n'ont pas permis à un avocat engagé par sa famille de le représenter. Sa femme et son cousin, inquiets, appellent à une mobilisation. Le 17 septembre 2009, ICT révèle que Dhondup Wangchen pourrait maintenant être accusé « d'incitation au séparatisme » et d'espionnage.
En décembre 2009, répondant à une lettre du député Christian Kert, le ministre des Affaires étrangères de la France, Bernard Kouchner, a précisé que la France et ses partenaires européens pensent que les « conditions d'un procès équitable n'ont pas été réunies » et l'a assuré que le cas de Dhondup Wangchen serait soulevé lors du dialogue Europe-Chine sur les droits de l'homme.

## Mobilisation des organisations non-gouvernementales
- Le 16 septembre 2008, l'association Reporters sans frontières (RSF) a demandé aux autorités chinoises la libération de Dhondup Wangchen et de Jigme Gyatso[3].
- Le 17 juillet 2009, l'ONG Amnesty International a lancé une action urgente pour la libération de Dhondup Wangchen[17].
- Le 29 juillet 2009, RSF remettait à l'ambassade de Chine à Paris, une pétition comportant 13 941 signataires, dont des Tibétains, des Indiens, des Occidentaux, et 8 parlementaires australiens. En Inde, l’épouse de Dhondup Wangchen a notamment collecté des milliers de signatures[18].
- Environ 50 Tibétains en exil ont manifesté fin juillet 2009 devant le consulat de Chine de Zurich en Suisse pour demander la libération de Dhondup Wangchen, le porte-parole des manifestants a affirmé qu’il était atteint d’une hépatite B mais n’avait pas accès à des soins médicaux[19].
- Début avril 2010, Amnesty International mentionne qu'il aurait subi des tortures en détention, et appelle à intervenir pour Dhondup Wangchen[20].

## Peine de prison
Il a été condamné à 6 ans de prison le 28 décembre 2009, il peut faire appel jusqu'au 7 janvier 2010. L'association RSF a déclaré : « À l'issue d'un procès marqué par les violations des droits de la défense, un vidéaste autodidacte, dont la seule intention était de recueillir des témoignages de Tibétains, a été condamné à une longue peine de prison. Ce verdict est indigne de la Chine. Nous demandons aux autorités judiciaires de permettre à Dhondup Wangchen de faire appel, afin qu'il puisse bénéficier d'un nouveau procès juste et équitable, avec notamment la présence d'un avocat de son choix et d'observateurs internationaux ». 
L'association des journalistes tibétains en exil, a déclaré : « Nous condamnons  
cette décision de Pékin qui va à l'encontre de la liberté de la presse. Il est déplorable que les accusations portées contre lui, le lieu de sa détention et son état de santé ne soient même pas connus,. »

## Fuite du Tibet
Il s'est évadé du Tibet et a rejoint des membres de sa famille à San Francisco le 25 décembre 2017. Nancy Pelosi, leader de la minorité au sein de la Chambre des représentants, lui a souhaité la bienvenue le 14 janvier 2018 lors de la célébration de la nouvelle année, dimanche à San Francisco, déclarant « Je veux saluer un nouveau venu dans notre pays, Dhondup Wangchen, qui s'est échappé du Tibet d'une manière très courageuse. Il a été arrêté parce qu'il a tourné un film sur la liberté et il a séjourné en prison pendant un certain temps. Il a quitté la captivité vers la liberté et maintenant il est avec nous et sa famille à San Francisco ».
Le 14 février 2018, Dhondup Wangchen témoigne à la Congressional-Executive Commission on China (en). Il déclare avoir subi « des tortures physiques et mentales » durant sa peine de prison, subissant des méthodes de torture notoires telles que la privation de nourriture, de sommeil et la chaise du tigre.

## Cinéastes tibétains
D'autres réalisateurs de films tibétains sont Khyentse Norbu, Ritu Sarin, Tenzin Sonam et Neten Chokling.

### Vidéo
- Documentaire on-line, Documentaires en ligne, tibétain avec sous-titres anglais
- Leaving Fear Behind Produced by Filming for Tibet
- Leaving Fear Behind, Complete film